# 弥勒寺官衙遺跡群

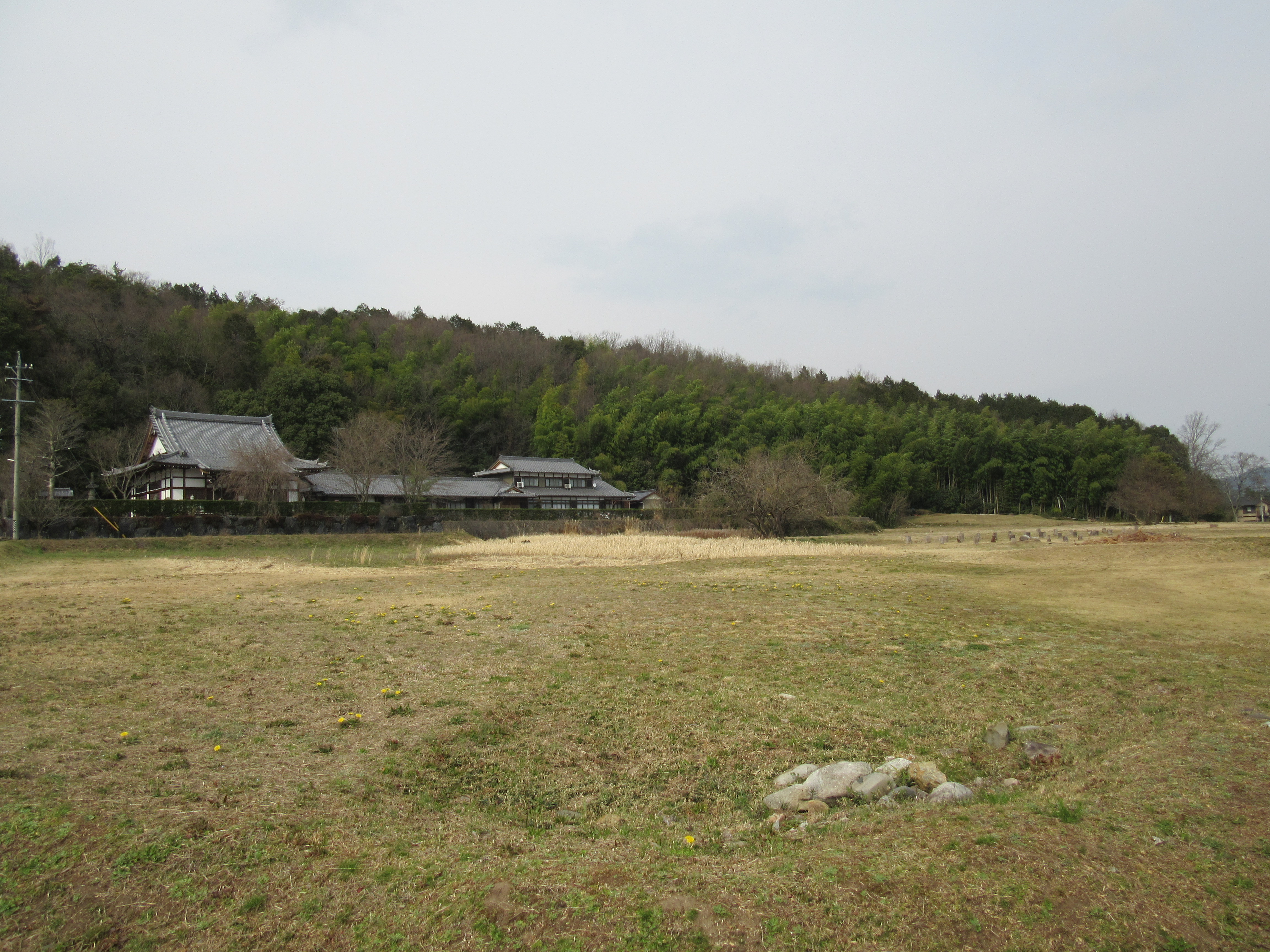
弥勒寺官衙遺跡と弥勒寺。

弥勒寺官衙遺跡群（みろくじかんがいせきぐん）、または弥勒寺遺跡群（みろくじいせきぐん）は、岐阜県関市池尻から同県美濃市大矢田にまたがって分布する、古代美濃国武儀郡の郡衙に関連する複数遺跡の総称（遺跡群）。またそれらに対する国の史跡としての指定名称である。

## 概要
弥勒寺遺跡群（みろくじいせきぐん）は、奈良・平安時代を中心とする古代律令体制下の武儀郡の郡衙（郡役所）跡と、それに関連する寺院跡（廃寺）や瓦の窯跡、祭祀遺跡などが複合した官衙遺跡である。郡衙の中枢である関市池尻の弥勒寺官衙遺跡（弥勒寺東遺跡）を中心とし、武儀郡司・身毛津（むげつ）氏の創建した古代寺院（郡寺）と考えられる弥勒寺跡と祭祀遺跡である弥勒寺西遺跡、身毛津氏の墓域と見られる池尻大塚古墳が所在し、北西の美濃市大矢田には、弥勒寺に供給する屋根瓦を生産した丸山古窯（窯跡）が所在する。

## 史跡指定の経過
1959年（昭和34年）、弥勒寺跡と丸山古窯が「弥勒寺跡 附:丸山古窯跡」として国の史跡に指定された。
2007年（平成19年）に弥勒寺官衙遺跡を追加指定し、指定名称を「弥勒寺官衙遺跡群 弥勒寺官衙遺跡 弥勒寺跡 丸山古窯跡」と改めた。
2016年（平成28年）には、池尻大塚古墳が構成史跡に追加指定され「弥勒寺官衙遺跡群 弥勒寺官衙遺跡 弥勒寺跡 丸山古窯跡 池尻大塚古墳」と改称された。

## 構成遺跡
- 弥勒寺官衙遺跡（弥勒寺東遺跡）
- 弥勒寺跡
- 池尻大塚古墳
- 丸山古窯

なお、弥勒寺西遺跡（現・関市円空館所在地）は弥勒寺遺跡群を構成するが、史跡には指定されていない。

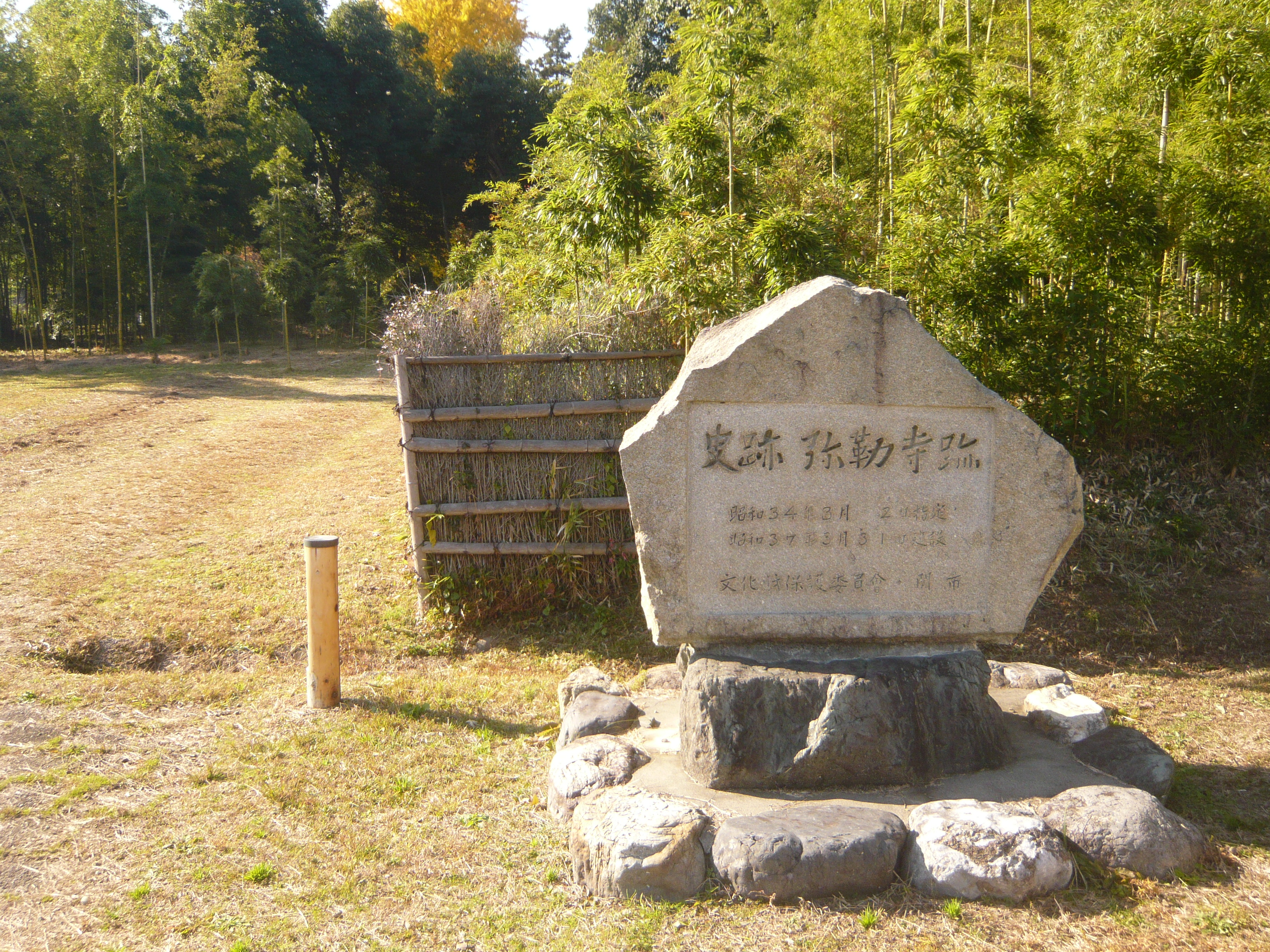
弥勒寺跡（弥勒寺跡史跡公園）。
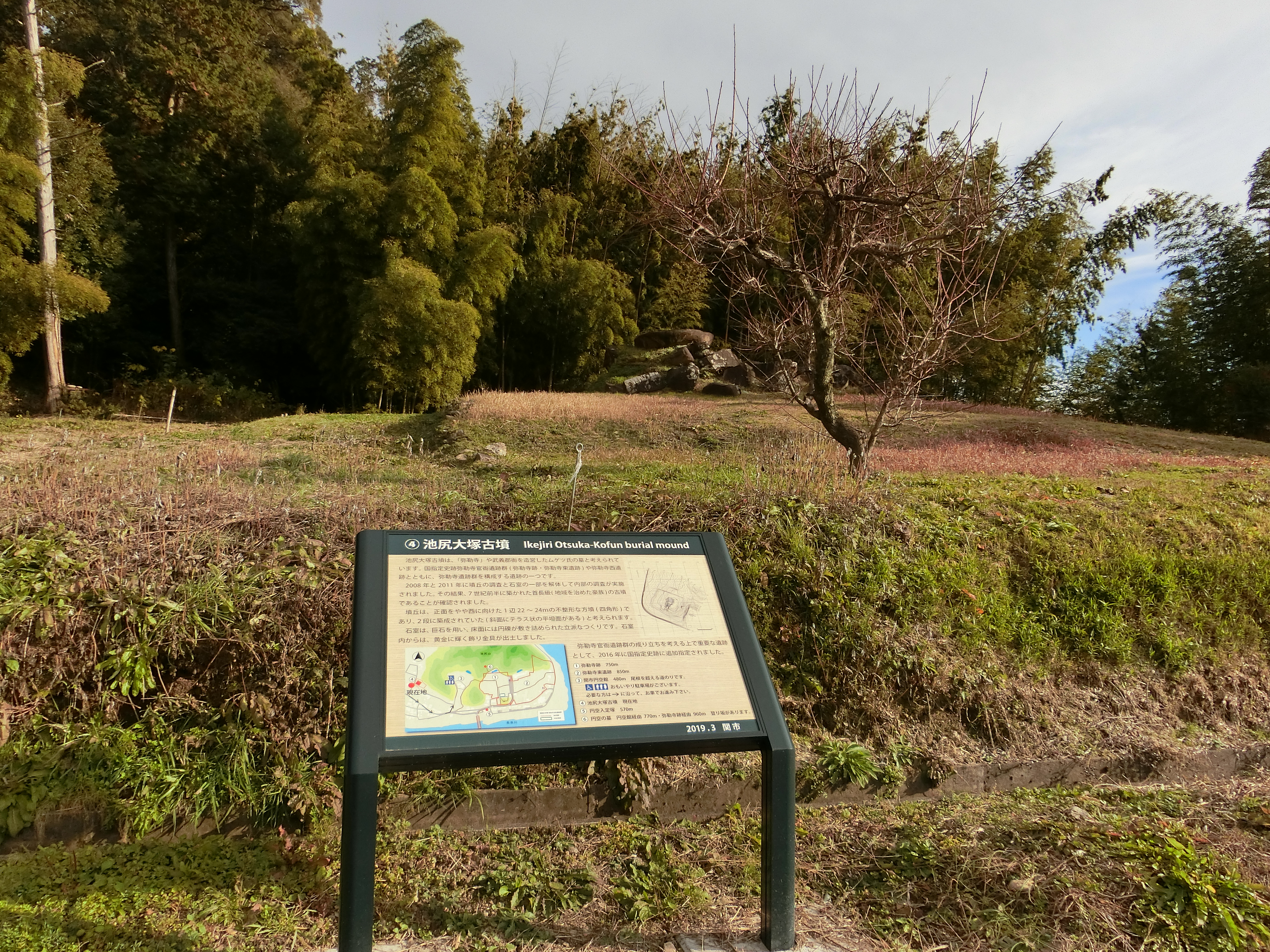
池尻大塚古墳の遠景。
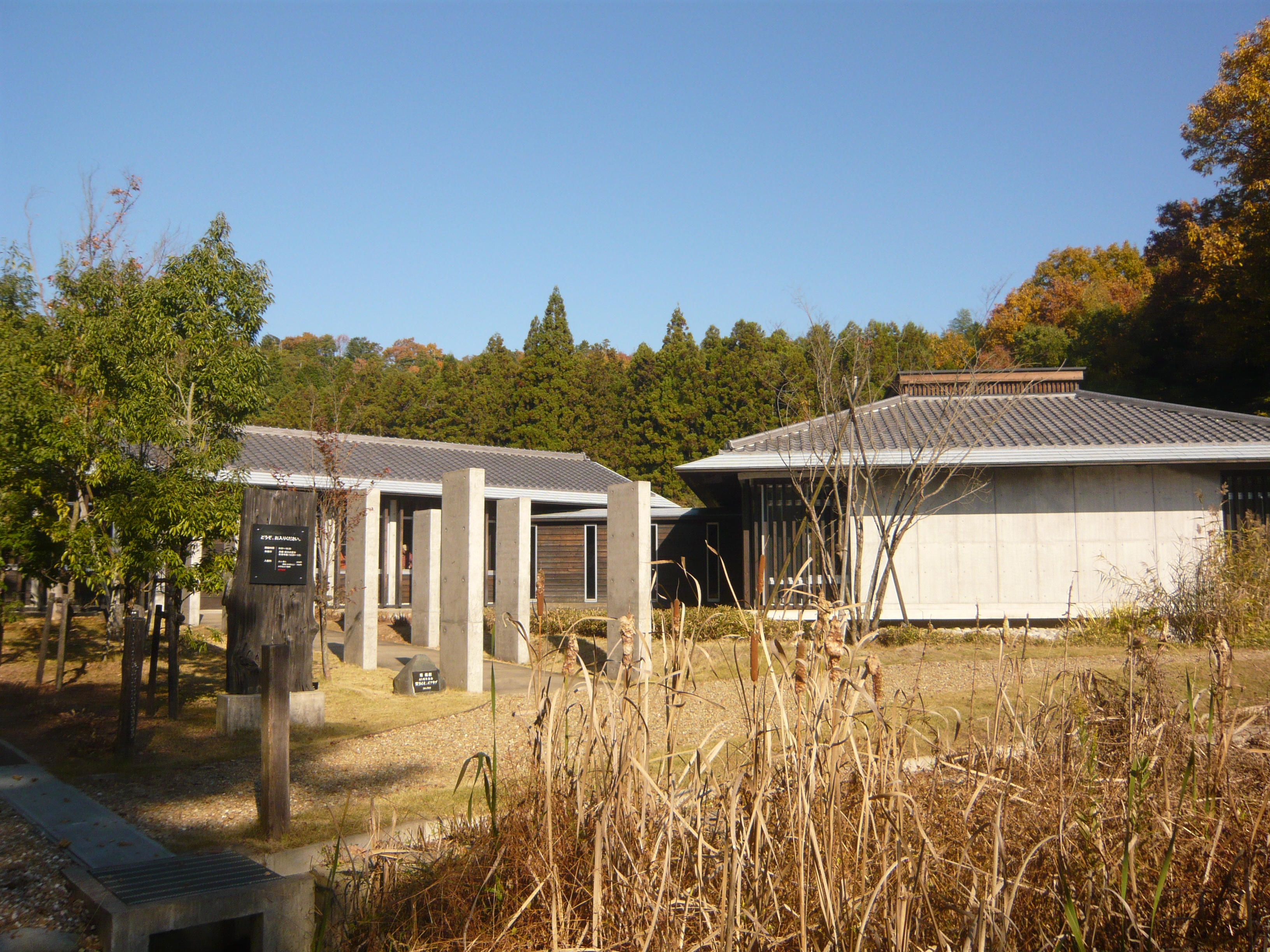
弥勒寺西遺跡の所在地に建つ関市円空館（史跡未指定）。